# دب أزرق تبتي
الدب التبتي أو الدب الأزرق التبتي (الاسم العلمي: Ursus arctos pruinosus)، هو نويع من الدب البني (Ursus arctos) الموجود في هضبة التبت الشرقية. يُعرف أيضًا باسم الدب الأزرق الهملائي، أو دب الثلج الهملائي، أو الدب البني التبتي، أو دب الحصان. في التبت، يُعرف باسم دوم غياموك Dom gyamuk.
الدب الأزرق من أندر نويعات الدببة في العالم، نادرًا ما يُرى في البرية. صُنف أول مرة سنة 1851، ولم يكن معروف في الغرب إلا من خلال عدد قليل من عينات الفراء والعظام. ومع ذلك، تمكن الفيلم الوثائقي الفرنسي المنتج سنة 2021 The Velvet Queen (La Panthère des Neiges) من التقاط لقطات كثيرة للدب الأزرق المنعزل